# Rodolph Austin
Rodolph 'Rudy' William Austin (født 1. juni 1985) er en professionel fodboldspiller fra Jamaica. Han er kendt som en hårdt tacklende central midtbanespiller som både kan spille som den offensive midtbanespiller, men også som den defensive. 
Han startede sin karriere i Portmore United, hvor han vandt to Jamaican National Premier League titler og CFU Club Championship. I 2008 skiftede til den norkske klub SK Brann hvor Rodolph Austin tilbragte fire sæsoner før han drog videre til Leeds United i 2012. Her tilbragte Austin tre sæsoner i The Championship, hvor han scorede 8 mål i 101 kampe.
Han spillede fra 2017 til 2021 for Esbjerg fB efter at have spillet to år for Brøndby IF.
Rodolph Austin var kaptajn for det jamaicanske landshold, hvor han debuterede i 2004.